# De Twigen

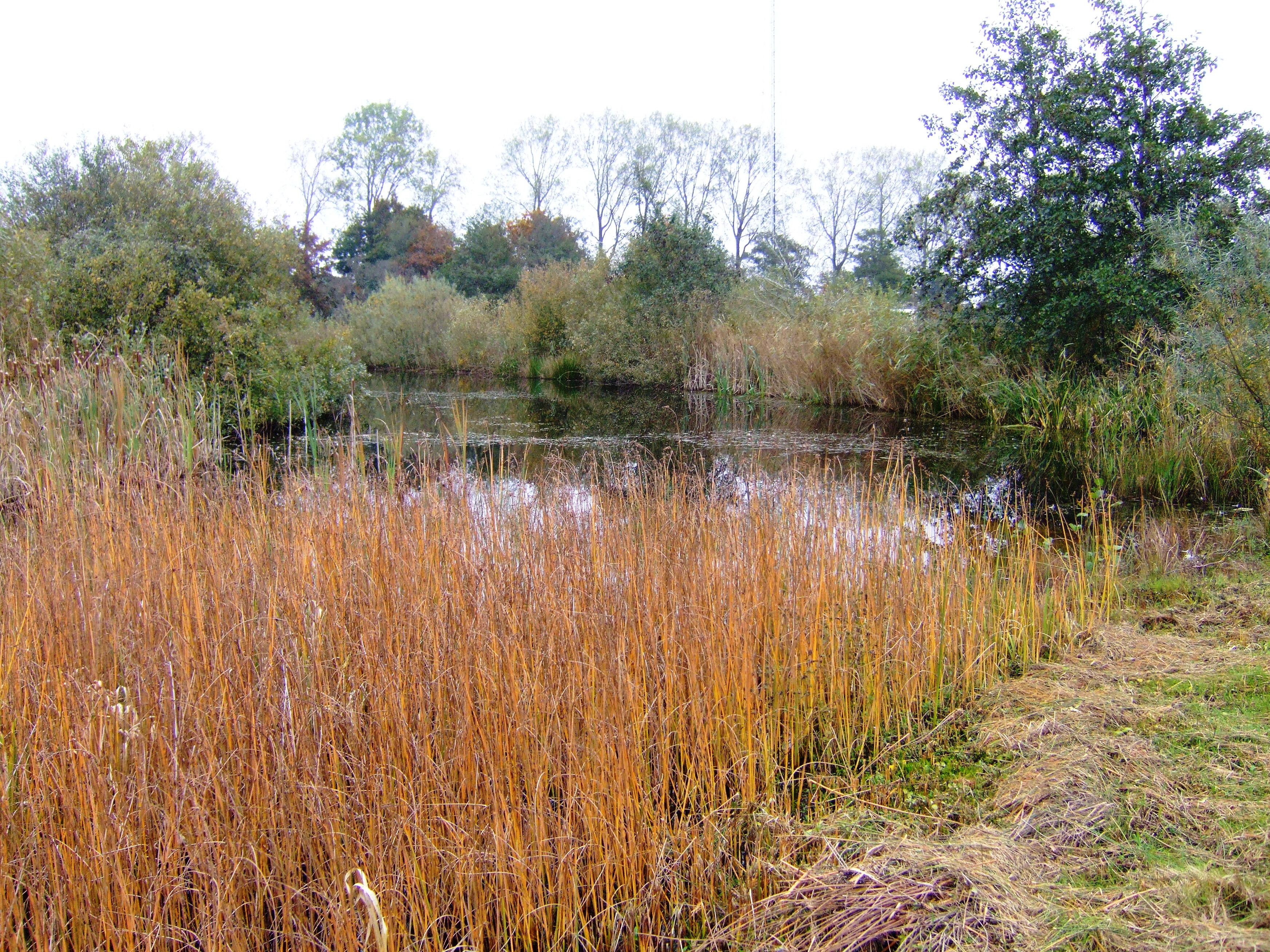
Poel in De Twigen

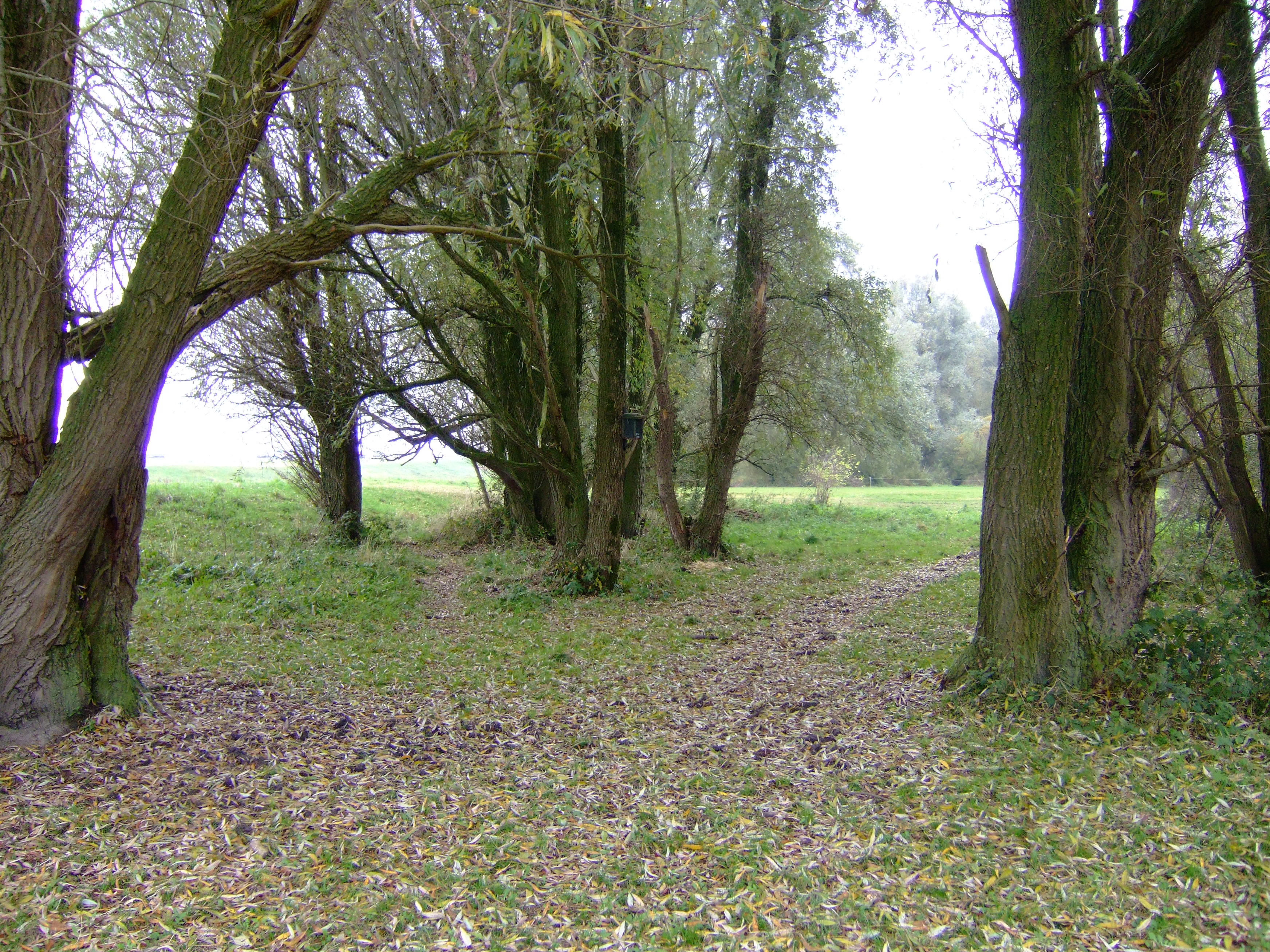
Hoger gedeelte van het gebied

De Twigen is een Nederlands natuurgebied gelegen nabij Joure tussen de Tramwei en A7. Het heeft een omvang van ongeveer 20 ha. Eigenaar van het gebied is gemeente De Friese Meren, het wordt sinds 2000 beheerd door de Stichting Natuurgebied De Twigen.

## Geschiedenis
De oorsprong van De Twigen ligt bij de aanleg van de A7 aan het einde van de jaren 1960. Er werd ter plaatse veengrond, zand, leem en teelaarde in een depot opgeslagen. Dit depot raakte later begroeid met opschietende struiken en bomen, vooral wilgen. Het was tot 1995 eigendom van Dienst Domeinen en werd toen overgedragen aan de (sinds 2014 voormalige) gemeente Skarsterlân.
In 1995 ontstond een werkgroep die zich bekommerde om het gebied. Hieraan namen vertegenwoordigers van Vogelwacht Joure, Stichting Houdt Skarsterlân mooi, IVN en de gemeente deel. In 2000 is de groep omgezet in de “Stichting Natuurgebied De Twigen”. Anno 2017 maken alleen leden van de Vogelwacht deel uit van de stichting die zich inzet voor de ontwikkeling van flora en fauna van De Twigen en hierover voorlichting en onderwijs geeft.
De naam van “De Twigen” is afgeleid van het woord twijgen. In het gebied, dat vroeger tot het waterschap De Woudfennen behoorde, werden wilgentenen (twijgen) gekweekt voor het maken van zinkstukken, walbeschoeiingen, manden en (eenden)korven.

## Ligging
De Twigen staat in open verbinding met de Langweerderwielen. Daarmee is het een onderdeel van de ecologische verbindingszone die het Friese merengebied en andere groene gebieden verbindt, waaronder het Park Heremastate, de historische windsingel Omkromte en het natuurgebied De Famberhorst.
Nabij De Twigen wordt een braakliggend terrein ingericht als iepenarboretum. De eerste iepen zijn op de Nationale Boomfeestdag van 2011 geplant. Het arboretum zal verschillende iepenvarianten herbergen en naar verwachting de verbindingszone met park Heremastate versterken.

## Beheer
Het beheer van De Twigen heeft tot doel de verschillende aanwezige biotopen en de biodiversiteit te behouden en waar mogelijk te versterken. Wetterskip Fryslân (Waterschap Friesland) trof in het jaar 2000 voorzieningen die het gebied een eigen waterpeil gaven. In 1997 is een 35 meter lange oeverzwaluwenwand gebouwd, die in 2012 vanwege verstoring is voorzien van schrikdraad. Daarnaast zijn er ijsvogelwandjes en nestkasten aangebracht. In 1999 zijn poelen en paden aangelegd en in 2005 een brug en een vogelkijkwand.
Om in kaart te brengen wat de veranderingen op langere termijn zijn worden allerlei ontwikkelingen in gebied door vrijwilligers systematisch geobserveerd en vastgelegd.
Om flora en fauna te beschermen is De Twigen niet vrij toegankelijk. Wel worden er educatieve excursies voor scholen gegeven, met name voor het basisonderwijs in de gemeenten De Friese Meren en Súdwest-Fryslân. Ook voor anderen zijn er groepsrondleidingen.

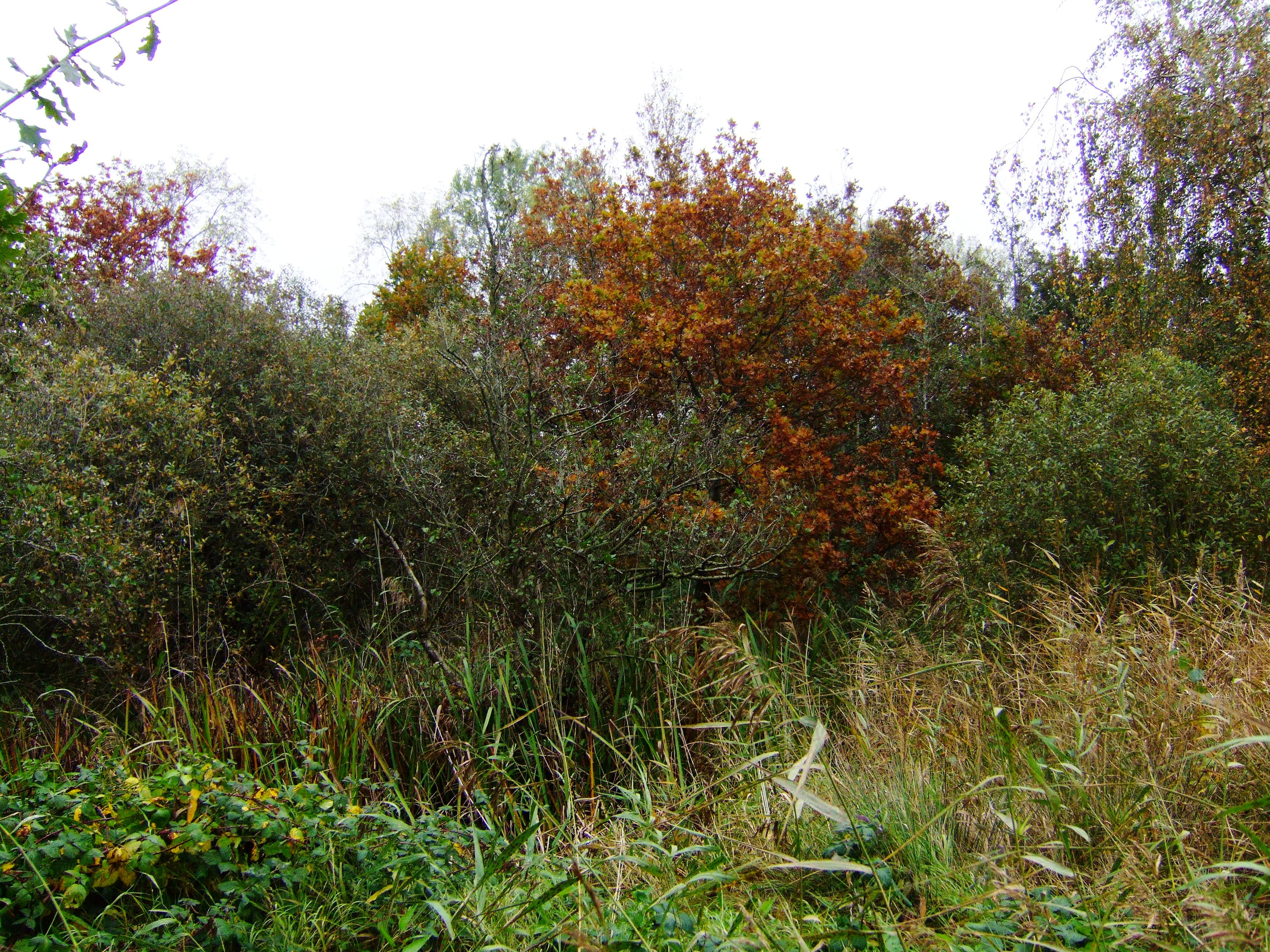
Ruigte en struweel.
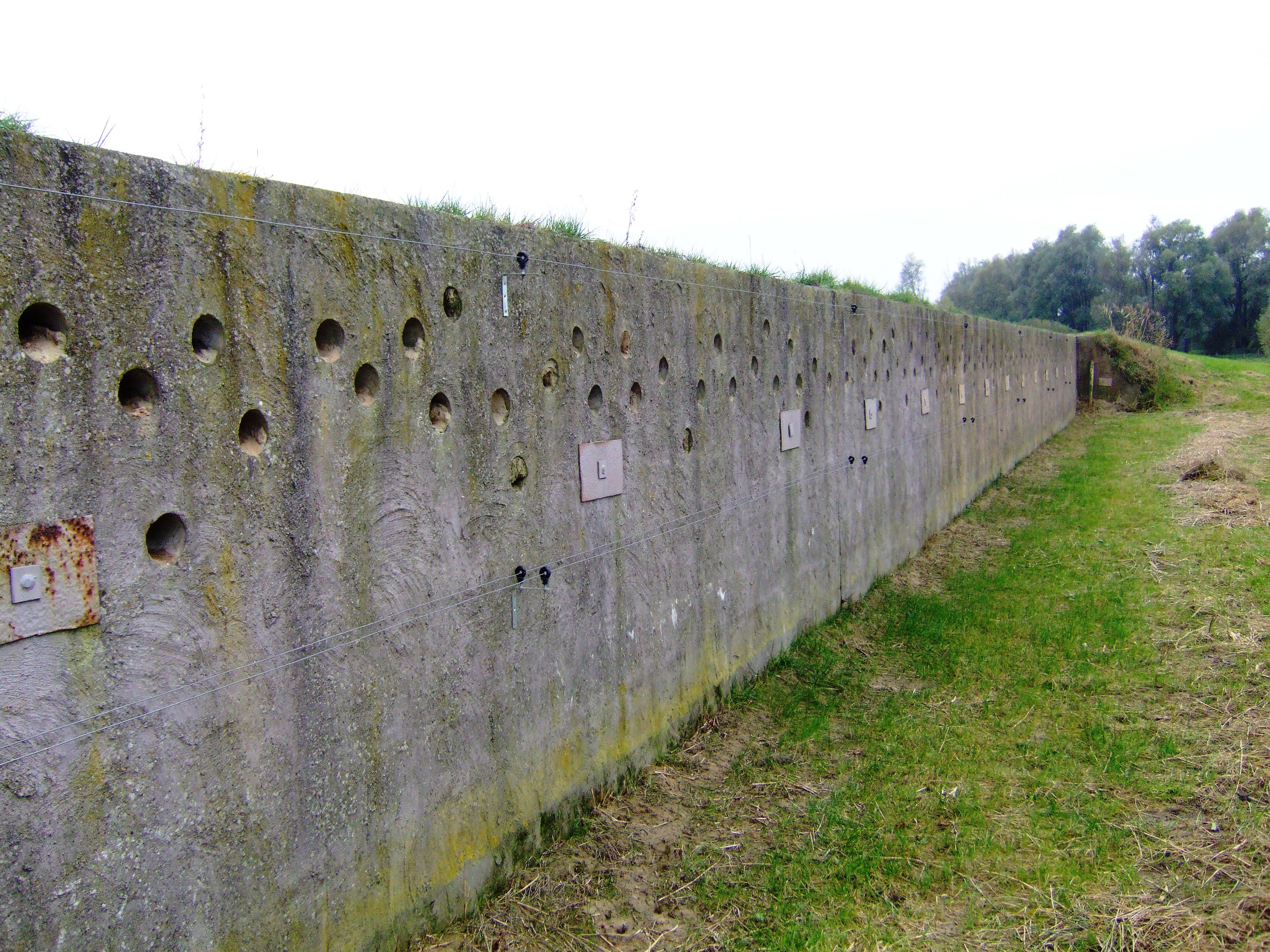
Nestwand voor oeverzwaluwen.
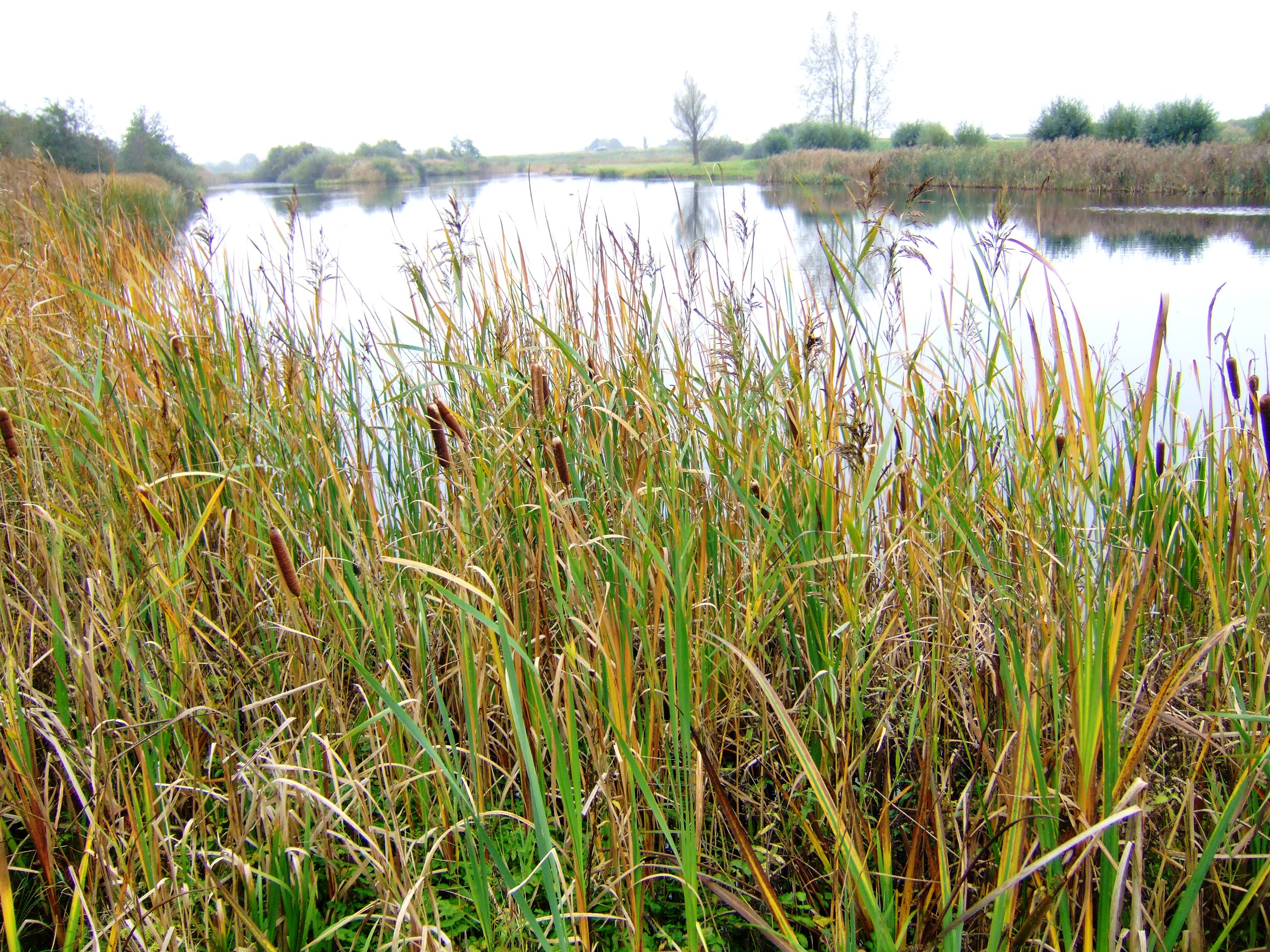
De grootste poel in De Twigen.

## Natuur
De Twigen omvat poelen, waterlopen, graslanden, houtsingels en ruigten. In het natuurgebied komen verschillende soorten vogels, vleermuizen, vissen, kikkers, padden, vlinders, libellen, bloemplanten en mossen voor. Sommige hiervan zijn beschermd en staan op een rode lijst.

### Planten
In het gebied komen de volgende bloemplanten voor: brede wespenorchis (Epipactis helleborine), gevlekte orchis (Dactylorhiza maculata subsp. maculata), tongvaren (Asplenium scolopendrium), waterviolier (Hottonia palustris), moerasaardbei (Potentilla palustris), wederik (Lysimachia), leverkruid (Eupatorium).

### Paddenstoelen
Het aantal zwammen dat sinds 2000 in De Twigen is gedetermineerd bedraagt ruim 200. Bijna uitsluitend saprofieten. Vier soorten vertegenwoordigen de groep van mycorrhizasymbionten en elf behoren tot de parasieten.

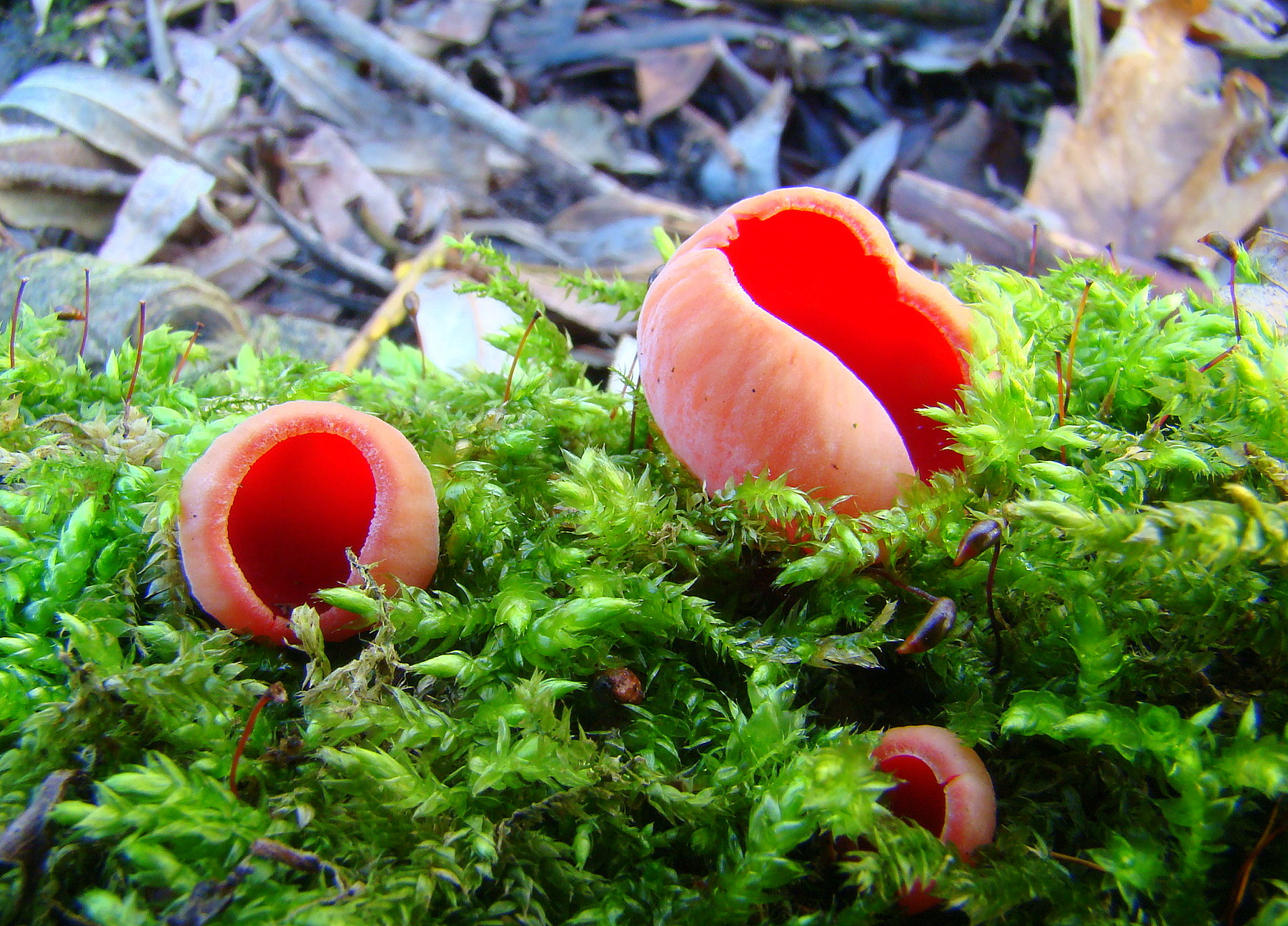
Krulhaarkelkzwam (Sarcoscypha austriaca)
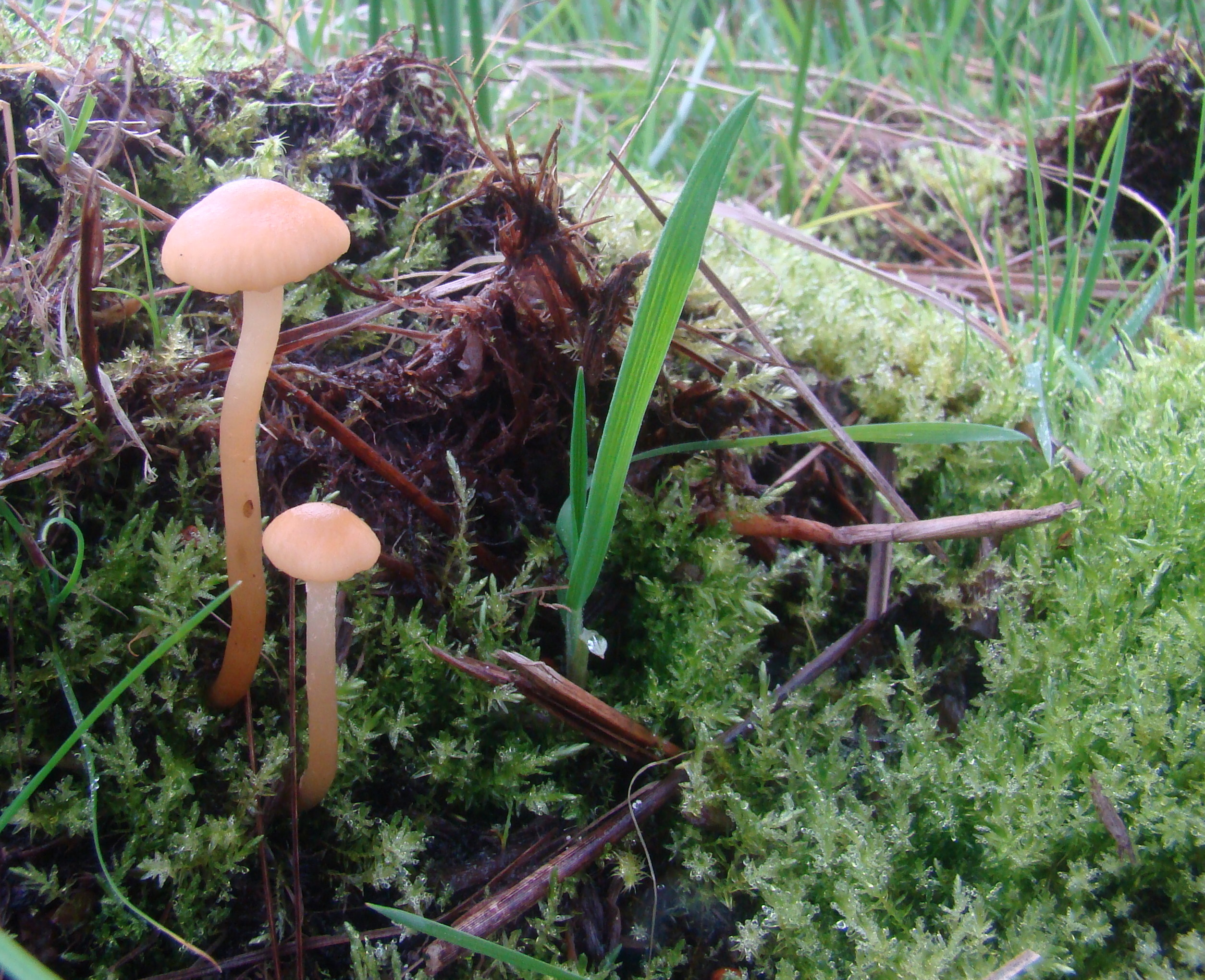
Bleke moeraszwavelkop (Psilocybe elongata)
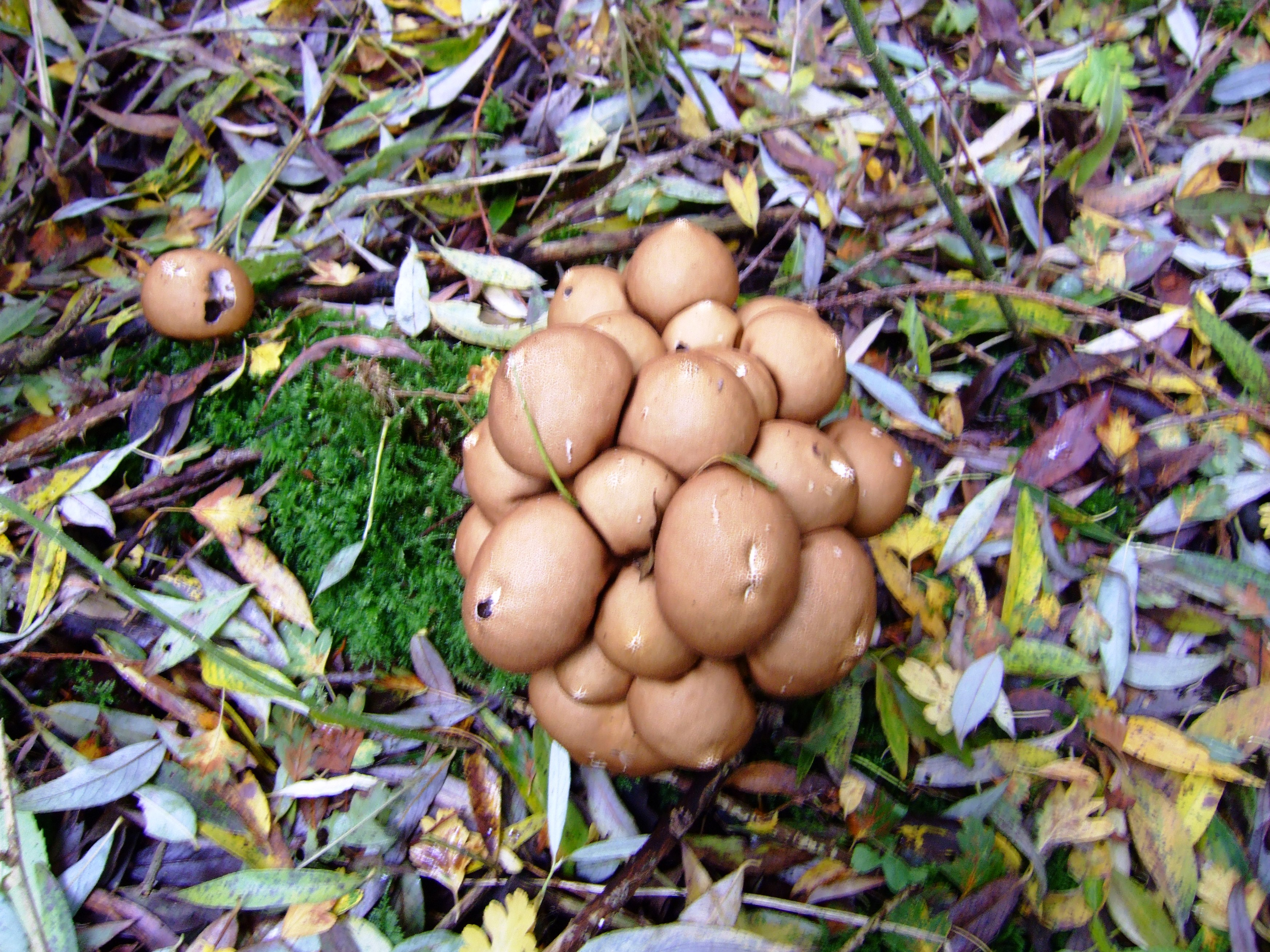
Peervormige stuifzwam (Lycoperdon pyriforme)

### Vogels
In het gebied zijn vanaf 2002 broedvogelinventarisaties gehouden. Er zijn ruim 20 broedvogelsoorten vastgesteld, waaronder de grasmus, fitis, koolmees, kuifeend, oeverzwaluw, pimpelmees, ringmus, tjiftjaf, tuinfluiter, winterkoning en zwartkop, Naast een aantal nestkasten is in 1997 door een werkgroep van de vogelwacht een wand voor oeverzwaluwen aangelegd.
De nieuwe oeverzwaluwenwand leidde in 1998 tot 25 broedparen en in 2001 tot 80 nesten. In 2009, 2010 en 2011 zijn de broedende zwaluwen verstoord (waarschijnlijk door een steenmarter) en is de kolonie verlaten. Na het plaatsen van schrikdraad bovenlangs de wand konden er in 2012 weer 36 broedgevallen worden waargenomen.